# Classe B (destroyer)
Pour les autres classes de navires du même nom, voir Classe B.
La Classe B est un groupe de 9 destroyers de la Royal Navy commandé dans le cadre de programmation navale de 1928.

## Conception
Les navires de cette classe ont été équipés comme dragueur de mines avec un sonar et des lanceurs de grenade anti-sous-marine.

## Service
Ils ont servi durant la Seconde Guerre mondiale et ont subi des modifications au niveau de leur armement et du matériel de détection.

Cinq ont été perdus au combat

## Les destroyers de classe B
| N° de coque | Nom                | Lancement         | Service effectif | Chantier naval                                       | Fin de carrière                                                                     | Photo |
| ----------- | ------------------ | ----------------- | ---------------- | ---------------------------------------------------- | ----------------------------------------------------------------------------------- | ----- |
| H06         | HMS Keith          | 10 juillet 1930   | 20 mars 1931     | Vickers-Armstrongs Barrow-in-Furness                 | coulé le 1er juin 1940                                                              |       |
| H11         | HMS Basilisk       | 6 août 1930       | 4 mars 1931      | John Brown & Company Clydebank                       | coulé le 1er juin 1940                                                              |       |
| H30         | HMS Beagle         | 26 septembre 1930 | 9 avril 1931     | John Brown & Company Clydebank                       | vendu pour démolition en Décembre 1945                                              |       |
| H47         | HMS Blanche        | 29 mai 1930       | 14 février 1931  | Hawthorn Leslie and Company Hebburn                  | coulé sur mine le 14 novembre 1939                                                  |       |
| H65         | HMS Boadicea       | 23 septembre 1930 | 7 avril 1931     | Hawthorn Leslie and Company Hebburn                  | coulé le 13 juin 1944                                                               |       |
| H77         | HMS Boreas Salamis | 11 juin 1930      | 20 février 1931  | Scotts Shipbuilding and Engineering Company Greenock | transféré à la marine royale grecque le 11 février 1944 détruit le 23 novembre 1951 |       |
| H80         | HMS Brazen         | 25 juillet 1930   | 8 avril 1931     | Palmers Shipbuilding and Iron Company Jarrow         | coulé le 20 juillet 1940                                                            |       |
| H84         | HMS Brilliant      | 9 octobre 1930    | 21 février 1931  | Swan Hunter Wallsend                                 | démoli en avril 1948                                                                |       |
| H91         | HMS Bulldog        | 6 décembre 1930   | 8 avril 1931     | Swan Hunter Wallsend                                 | vendu pour démolition le 22 décembre 1945                                           |       |